# Laguna Blanca, Magallanes
Laguna Blanca är en sjö i Chile. Den ligger i regionen Región de Magallanes y de la Antártica Chilena, i den södra delen av landet, 2 100 km söder om huvudstaden Santiago de Chile. Laguna Blanca ligger 110 meter över havet. Arean är 83 kvadratkilometer. Den sträcker sig 20,7 kilometer i nord-sydlig riktning, och 9,8 kilometer i öst-västlig riktning.
Trakten runt Laguna Blanca är nära nog obefolkad, med mindre än två invånare per kvadratkilometer.